# メダカ科
メダカ科（学名: Adrianichthyidae）とは、インドから日本、マレー諸島（特にスラウェシ島が著名であり、ポソ湖やロレ・リンドゥ産の種が buntingi として知られる）の淡水・汽水域に生息する小型の条鰭魚からなる科である。
いくつかの種が水田に生息していることから、英語圏などで「米の魚」（英語: ricefish、ドイツ語: Reisfische）という意味の名前で呼ばれる。この科は2属（第3の属として Xenopoecilus 属を認めることもある）37種からなる。いくつかの種は希少で絶滅の危機に瀕しており、2-4種はすでに絶滅している可能性がある。

## 概要
多くの種は小型であり、アクアリウムなどで利用される。Adrianichthys 属は種によって 8.5-17.1cm ほどの大きさになる。一方のメダカ属（Oryzias）は最大でも 8cm ほどであり、多くの種はその半分以下の大きさにしかならず、最小の種にいたってはわずか 1.6cm ほどである。変わった顎の構造や通常より多い尾骨など、多くの独特な特徴をもつ 。ミナミメダカ（O. latipes）は発生生物学の研究に用いられるモデル生物として有名である。同種は宇宙にも持っていかれ、脊椎動物として初めて宇宙で交尾し、健康な子供を生んだ。
遺伝学の研究から、メダカ科はもともとスラウェシ島で進化し、そこからアジア本土に広がったことが示唆されている。スラウェシ島に生息する Xenopoecilus 属はこの進化とは明らかに無関係であり、形態学的にメダカ属の種が分化したものと考えられる。

## 分類
メダカの仲間はかつてカダヤシ目に分類されていたが、1980年代には研究者によって、主に鰓弓と舌骨の特徴から単系統群であり、ダツ目のメダカ科に属することが明らかにされた（同科はダツ目に属する3亜目の1つであるメダカ亜目を構成する）。それ以降も少数の研究者はカダヤシ目に分類していたが、近年の分子生物学上の研究はダツ目に分類する考えを支持している。

## 歴史
メダカの仲間は17世紀以来アクアリウムで飼われてきたと信じられている。中でもミナミメダカは最初に飼育されるようになったものの1種であり、元の白みを帯びた色彩とは異なる金色の品種が作り出されている。

## 生殖
多くの魚と同じように、メダカ科の魚も普通は体外受精した卵を産む。しかし、ミナミメダカなど一部の種は体内受精し、胚の発育に合わせて卵を体内で保持することが知られている。その後、メスは孵化する直前に卵を産みつける。それ以外では、腹びれの間に卵をつけて運ぶ種も存在する。